# Вустер, Ник
Никельсон Вустер (англ. Nickelson Wooster; родился 2 июля 1960, Канзас, США) — икона стритстайла. Работал в сетях магазинов Barneys New York, Bergdorf Goodman и Neiman Marcus, а также в марках Calvin Klein, Polo Ralph Lauren и Thom Browne.

## Биография
Ник Вустер родился 2 июля 1960 года в городе Салайна в штате Канзас (США). В 16 лет начал работать в местном магазине одежды Joseph P. Roth and Sons. В 1978 году поступил в Канзасский университет, где изучал журналистику и рекламу. После окончания университета в 1982 году Вустер переехал в Нью-Йорк, устроившись в рекламное агентство Saatchi & Saatchi. Позже стал помощником руководителя отдела в сети магазинов Saks Fifth Avenue, а в 1984—1985 работал менеджером по работе с клиентами журнала New York Magazine.
С 1987 по 1993 год Ник Вустер был байером сначала сети магазинов Barneys New York, а затем сети Bergdorf Goodman. В 1993—1995 он работал директором по розничным продажам дома моды Calvin Klein, а в 1995—1996 — дизайн-директором марки Polo Ralph Lauren. В 1996 году стал президентом американской марки John Bartlett. В 2001 году Вустер покинул John Bartlett и основал своё агентство Wooster Consultancy. В 2005 году стал менеджером по продажам марки Rozae Nichols, а в 2007 перешёл на должность креативного директора марки Splendid/Ella Moss.
В 2010 году Вустер стал директором отдела мужской моды сети магазинов Neiman Marcus, однако был уволен через полтора года после откровенного интервью в GQ. В 2010—2012 был консультантом марки Thom Browne и интернет-магазина одежды Gilt Groupe. В 2012—2013 занимал должность старшего вице-президента сети магазинов JCPenney.

## Коллекции одежды
В 2012 году Ник Вустер разработал коллекцию рубашек для американского бренда Hamilton 1883. В 2014—2015 годах он создал две совместные коллекции с японской маркой United Arrows. Также в 2014 году Вустер разработал коллекцию вместе с итальянским домом Lardini, представленную на выставке мужской моды Pitti Uomo во Флоренции. В 2015 году он разработал капсульную коллекцию одежды из шерсти мериноса совместно с шведским брендом The White Briefs, тоже представленную на Pitti Uomo.

## Личный стиль
Ник Вустер известен приталенными пиджаками, закрученными усами и тату-рукавами. Первую татуировку он сделал в 1994 году, к 39 годам у него был тату-рукав на три четверти левой руки, после завершения левой руки он сделал рукав на правой, также у него одна татуировка на правой ноге.